# Álvaro de Castro Meneses

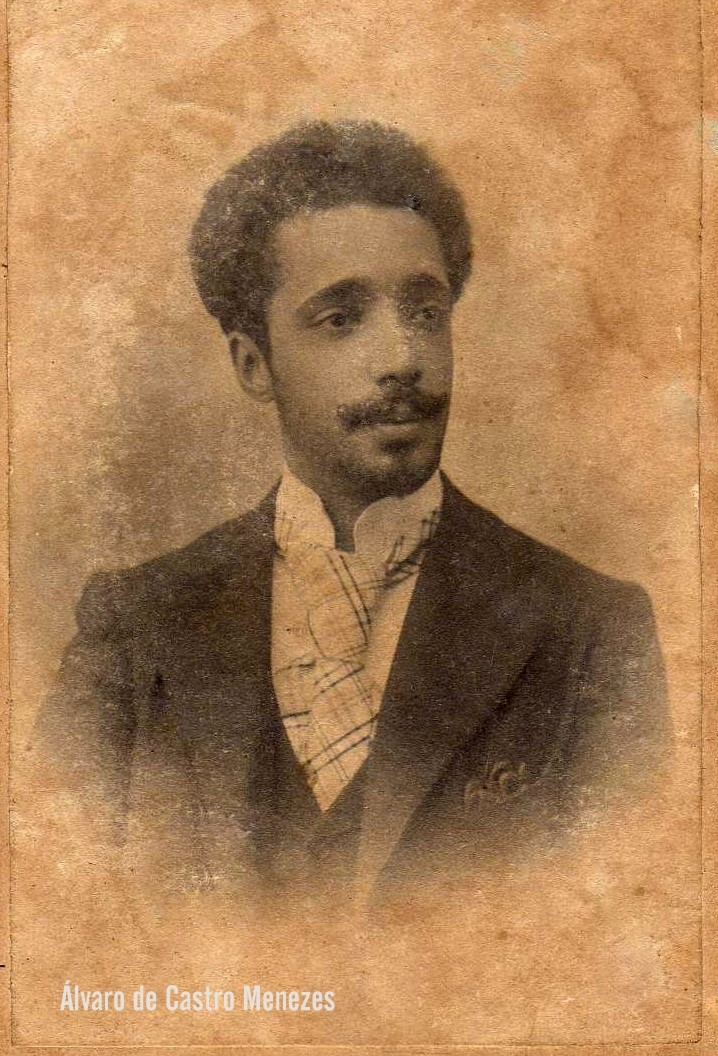
Álvaro de Castro Menezes (colecção de Luís Mendes Brum).

Álvaro de Castro e Meneses (Angra do Heroísmo, 9 de Fevereiro de 1876 — Angra do Heroísmo, 5 de Julho de 1967) foi um professor português, leccionou na Academia Portuense de Belas Artes e depois foi professor e presidente do conselho escolar da Escola Industrial e Comercial de Angra do Heroísmo. Foi presidente da Câmara Municipal de Angra do Heroísmo de 1914 a 1917.

## Biografia
Nasceu em Angra do Heroísmo a 9 de Fevereiro de 1876, filho do negociante César Augusto de Castro Coelho nascido em São João de Areias, Santa Comba Dão, falecido no Funchal a 7 de Abril de 1881 com tuberculose, e de sua esposa D. Leonor Hermínia de Mendonça e Menezes, nascida em Salvador da Bahia, Brasil, em 1842 e falecida em Angra do Heroísmo a 28 de Janeiro de 1939.  
Era neto materno de Joaquim António de Mendonça e Menezes, nascido na Praia da Vitória a 7 de Dezembro de 1811 e falecido na freguesia da Sé, Angra do Heroísmo a 21 de Setembro de 1888 e que emigrou para o Brasil onde fez fortuna com o negócio do açúcar. Era vice-cônsul do Brasil e fidalgo de cota de armas, por carta de brasão de 29 de Março de 1854. Era cônjuge de D. Inês Joaquina de São José Alves Mateus, nascida na Bahia e falecida em Angra do Heroísmo em 14 de Fevereiro de 1895.  
Em 1899 concluiu com distinção o curso de desenho histórico na Academia das Belas Artes do Porto, continuando nos cursos de pintura e escultura, que interrompeu para ocupar o lugar de professor dessa escola, onde teve a seu cargo as cadeiras de ornamentação e modelação, para que foi nomeado ao 29 de Julho de 1899.
Foi professor e presidente do conselho escolar da Escola Industrial e Comercial de Angra do Heroísmo onde teve o pintor António Dacosta como discípulo. 
Casou em Santa Bárbara a 11 de Fevereiro de 1904 com D. Mariana de Lemos da Silva Mendes mas não houve descendência.